# Lili en Marleen
Lili en Marleen was een televisieserie op VTM over het wel en wee van de bewoners van café De Lichttoren vanaf de Tweede Wereldoorlog tot aan het einde van de jaren 1960 in Antwerpen. De serie is gebaseerd op het gelijknamige toneelstuk van Walter Van de Velde, dat voor het eerst werd opgevoerd door het Reizend Volkstheater in 1987. Op groot verzoek wordt deze serie vanaf 6 juni 2025 terug uitgezonden.

## Situering
Het verhaal begint aan het einde van de Tweede Wereldoorlog, in de periode van de landing in Normandië. Weduwnaar Henri, die meestal wordt aangesproken als Rik, is eigenaar van een huis met café en magazijn aan de Koolkaai 11 in Antwerpen. Later kwam op dit adres voor een korte tijd het taxibedrijf Nassau. Hij is een welgestelde maar tegelijk gierige voddenverkoper, die vaak erg nors uit de hoek komt en daardoor niet erg geliefd is bij zijn naasten. Zijn jongvolwassen dochter Nini, ons Nieke genoemd, betrekt samen met hem de eerste verdieping van het huis. Tegen de orde van die tijd in, heeft ze maar weinig oor voor het ouderlijk gezag. Riks zus Lisa, tevens weduwe, huurt het café (De Lichttoren) van hem en betrekt daarnaast zelf de tweede verdieping van het huis, samen met haar volwassen zoon Pierre en haar Limburgse achternichtje Marleen. Marleen woont bij de familie sinds haar eigen ouders bij een Duitse inval in Limburg werden vermoord. Ze is een preutse boerendochter die, in ruil voor haar kost en inwoon, Lisa helpt in het café. Pierre is een maatschappelijk geëngageerde man die tussendoor van de ene job naar de andere schuimt. In zijn schaarse vrije tijd speelt hij piano en ondersteunt hij in het café de amateur-revueoptredens van het arme arbeiderskoppel Jef en Ida, die volgens Rik maar "kluchtzangers" zijn. Ida, nooit om haar grote mond verlegen, noemt hem daarop vaak "hapchard" (Antwerpse dialectterm voor een mengsel van "vrek", "scharrelkip" en "strandjutter" (beachcomber)). Jef, een ietwat simpele ziel die opgroeide in een weeshuis en daardoor nooit veel kansen heeft gekregen, is vastbesloten het tot groot artiest te schoppen. Een andere vaste bewoner is Stavros, een Griekse kapper die onderduikt om aan de verplichte tewerkstelling in Duitsland te ontsnappen, en door Rik onheus wordt behandeld. Deze noemt Stavros onterecht een "vuile Turk". Stavros zal na de oorlog tegen zijn zin met Nieke trouwen wanneer deze zwanger blijkt na een liefdesaffaire met een Duitse soldaat, en haar geplande huwelijk met een Britse Tommy na de bevrijding van Antwerpen op de valreep wordt afgelast.
Doorheen de reeks wordt verschillende keren verderop gesprongen in de tijd, waardoor het tiende en laatste seizoen zich afspeelt in 1968, reeds 24 jaar na het eerste. Desondanks blijft de setting de hele tijd quasi gelijk, en blijven de meeste vaste personages ook in beeld. Wel is in de verhaallijnen steeds ruime aandacht voor de gewoonten en geschiedkundige gebeurtenissen die deze respectievelijke perioden typeerden.
De titel van de serie verwijst naar het beroemde door Hans Leip geschreven lied Lili Marleen dat gecoverd werd door Marlene Dietrich tijdens de oorlogsjaren, maar ook naar de twee belangrijke vrouwen in het leven van Pierre: de intelligente verzetsstrijdster Lili en de lieftallige Marleen.

## Rolverdeling

### Hoofdrollen
| Acteur                | Personage                    | Seizoen                          | Aflevering                                                                                 |
| Inge Van Olmen        | Lili                         | 1-2 en 4-6 Gastrol in seizoen 10 | 1-9, 11-14, 16-17, 19-22, 24-26, 40, 48-49, 55, 58, 62-65, 77-78 Gastrol in aflevering 122 |
| Helena Vanloon        | Marleen Van Raes             | 1-10                             | 1-130                                                                                      |
| Bob Snijers           | Stavros Dilliarkis           | 1-10                             | 2-130                                                                                      |
| Marilou Mermans       | Lisa Van de Koolkaai         | 1-7                              | 1-79, 83-85, 87, 90                                                                        |
| Bert Cosemans         | Pierre                       | 1-6                              | 1-26, 29-72, 74-78                                                                         |
| Simonne Peeters       | Ida Van de Koolkaai          | 1-10                             | 1-130                                                                                      |
| Carry Goossens        | Jozef "Jef" Van den Sande    | 1-10                             | 1-130                                                                                      |
| Christel Domen        | Nini 'Nieke' Van de Koolkaai | 1-10                             | 1-104, 115-117, 127-130                                                                    |
| Frank Aendenboom      | Henri 'Rik' Van de Koolkaai  | 1-10                             | 1-130                                                                                      |
| Steven De Lelie       | Henri 'Rikki' Dilliarkis     | 7-10                             | 79-130                                                                                     |
| Grietje Vanderheijden | Vicky Muys                   | 7-10                             | 82-130                                                                                     |
| Camilia Blereau       | Georgette Muys               | Gastrol in seizoen 7 8-10        | Gastrol in aflevering 82-83, 86, 89-90 93-130                                              |
| Dirk Lavrysen         | Firmin Muys                  | Gastrol in seizoen 7 8-10        | Gastrol in aflevering 82-83, 86, 89-90 94-130                                              |

### Nevenrollen
- Charles Janssens als stamgast Edgard De Meulemeester (seizoen 1-10)
- Sadi Seghers als stamgast Pol (seizoen 1-7)
- Hubert Damen als Frans (seizoen 3-6 en 10)
- Kevin Hooge als jonge Rikki (seizoen 5-6)
- Camille Le Boudec als Florke (seizoen 6-10)
- Peter Michel als Mark (seizoen 7-10)
- Walter De Rijcke als stamgast Fee (seizoen 8-10)
- Michel Bauwens als stamgast Martin (seizoen 8-10)
- Pepijn Coleman als George Dilliarkis (seizoen 10)

### Terugkerende gastrollen
- Mark Tijsmans als Robert (seizoen 1-4)
- Roger Van Kerpel als Lou (seizoen 1-2 en 6-7)
- Gerd De Ley als Felix alias Mon (seizoen 1-2)
- Koen De Sutter als Hans Fritz (seizoen 1)
- Paul-Emile Van Royen als onderpastoor (seizoen 1)
- Sjarel Branckaerts als dokter (seizoen 1)
- Jos Van Geel als Zotte Raymond (seizoen 2-3, 5 en 8-10)
- Luc Caals als Dikke Louis (seizoen 2-5, 8 en 10)
- Marc Bober als pastoor (seizoen 2-3 en 6)
- Ann Petersen als Tante Gusta (seizoen 2-3)
- Yvonne Verbeeck als Liesebel (seizoen 2-3)
- Els Cornelissen als Adrienne Baeys (seizoen 2-3)
- Albert Janssens als Albert "Klein Berreke" (seizoen 2 en 4)
- Jay Richardson als Spencer (seizoen 2)
- Josée Steenackers als Josée (seizoen 3-5)
- Lutgarde Pairon als Constantia "Stanske" (seizoen 3 en 10)
- Karin Jacobs als Rosse Jeanine (seizoen 3)
- Suz Van Boeckel als zuster Rosa (seizoen 4, 6-7 en 9-10)
- Roger Bolders als Renaat (seizoen 4-5 en 7)
- Anke Helsen als Stella (seizoen 4 en 6)
- Harry De Peuter als kwartieragent Çois (seizoen 4 en 6)
- Gaston Kuyckx als kwartieragent Alex (seizoen 4-8)
- Emmy Leemans als waardin (seizoen 4)
- Geert Dehertefelt als Jeanneman (seizoen 5-6)
- Jelle Cleymans als Rosse (seizoen 5-6)
- Jean Speicher als Juul (seizoen 5-6) / Leon (seizoen 8)
- Martin Van Zundert als dokter (seizoen 5-6)
- Dimitri Dupont als Sylvain Catrysse (seizoen 7)
- Erik Buelens als Theo (seizoen 7)
- Stijn Van Haecke als vriend van Rikki (seizoen 7)
- Maurice Cassiers als vriend van Rikki (seizoen 7)
- Stefaan De Waele als vriend van Rikki (seizoen 7)
- Jules Van Hoeck als accordeonist (seizoen 7-8, 10)
- Ivo Pauwels als Gerard 'Cravatte' Verduyn (seizoen 8-10)
- Paul Wuyts als Michel (seizoen 8-9)
- Karolien De Bleser als Linda (seizoen 9)
- Herbert Flack als Don Diego "Donnie" de Bannes (seizoen 9-10)
- Marc Meersman als Karel De Bruyn (seizoen 10)
- Jonas Leemans als Spanky (seizoen 10)
- Kevin De Bruyne als Toets (seizoen 10)

### Eenmalige gastoptredens
- Seizoen 1: Christine Verhoeven (boerin), Frank Dierens (Wolfgang), Pol Goossen (Marcel), Kristine Arras (boerin), Vera Veroft (Blanche De Belder), Fred Geysels (inspecteur), Paul Wuyten (inspecteur), Ron Cornet (Joe van Het Papegaaike), Kristoff Clerckx (Tom), e.a.
- Seizoen 2: Maurice Wouters (koper huis), Eddy Jacobs (fotograaf), George Arrendell (Joe), Jaap Stobbe (Nonkel Sjaak / Pieter Bruis), Paula Keyser (Zuster Justine), Wim Van den Driessche (Carlo Gerlo), Marc Lauwrys (conciërge), Victor Geerincks (Raoul), Chris Van Tongelen (René), e.a.
- Seizoen 3: Rita Smets (Mevr. Wasteels), Gerda Marchand (Hortence Duchenne), Greta Van Langendonck (Brusselse volksvrouw), Ben Hemerijckx (portier), Azizah Gizeh (Lola Pola), Herman Denkens (Beer), Lulu Aertgeerts (Rina), Jos Van Gorp (Lode Blondeel), Kurt Vergult (fotograaf), Arthur Semay (Marcello), e.a.
- Seizoen 4: Daisy Thys (Dame), Gustav Borreman (Battling Joe), Aimé Anthoni (Verbruggen), Marc Janssen (Pros), Ketty Van de Poel (Blanche), Koen De Smet (gangster), Marcel van Hauter (gangster), Gonda Desmedt (zuster), Marc Schillemans (Kamiel), Cédric Praats (Joske), Céline Praats (Stefanieke), e.a.
- Seizoen 5: Eddy Horemans (facteur), Nia Denissen (Paternoster), Annemarie Picard (Rachel), George Strongylis (Kostas Papadopoulos), Jan Van de Perre (Leon), Paula Sleyp (Angèle Bastiaans), Julie Cafmeyer (Wiske Cuypers), Heino Krols (Tuurke De Smedt), David Davidse (Alexander Bradzjevski), Ben Van Hoof (violist), Paul Wuyten (detective), e.a.
- Seizoen 6: Dimitri Dupont (Dree), Sumalin Gijsbrechts (Sue Ling), Reinhilde Decleir (Berta), Peter Bolhuis (Henk Lafleur), Machteld Ramoudt (Marie-Louise), Peter Thyssen (Rinus), Jos Kennis (pelshandelaar), Hans De Munter (Armand), Walter Van de Velde (klant in kapsalon), Maurice Wouters (tooghanger), Erik Burke (Hans Fritz), e.a.
- Seizoen 7: Cyriel Verhelst, Martin Gyselinck (Mr. Machiels), Fred Van Kuyk (Vuile Juul), Ben Van Hoof (Meester Deroeck), Reinhilde Decleir (Vrouw uit De Lachende Koe), Soetkin Verwilt (vriendin van Vicky), Eddy Horemans (Leon), Walter Quartier (Theo), Ludo Hellinx (Mon), Vic Ribbens (Pros), Kato Roggen, Frank Tobback, Ann Van den Broeck (vriendin van Pierre), Dirk Vermiert (leverancier), Mathias Geusens (Antwerpse Beatle), Ward Snauwaert (Antwerpse Beatle), Sven Doms (Antwerpse Beatle), Luk D'Heu (restaurantuitbater), Herman Fabri (Toon Baert), Martine Fabré (klante in restaurant), Rudolph Segers (Jean), Daisy Thys (klante in restaurant), Hugo Danckaert (dokter), Karen De Visscher (dame in café), Firmin Troukens (kelner), e.a.
- Seizoen 8: Geert Defour (dierenarts), Wim Vandoninck (schipper), Bob Van Der Veken (Mr. Joosten), Wim Stevens (bouwinspecteur), Raymond Bossaerts (ober), Norbert Kaart (Mr. Tieteka), Woei Min (Chinese kok), Rikkert Van Dijck (dokter), Ben Segers (producer), Hans Royaards (Otto Schlimbach), Rik Hancké (regisseur), Eddy Horemans (dokter), Frans Maas (advocaat), Theo Van Baarle (inspecteur), Hans Van Cauwenberghe (inspecteur), Ronnie Commissaris (inspecteur Laureys), Alex Cassiers (Cyriel), Alice Toen (Jeanne), Nele Bauwens (mevr. Grangard), Nicole Van Der Veken (mevr. Bossue), Tilly Wynen (huwelijkskandidaat), Frans Van De Velde (Kerstman), e.a.
- Seizoen 9: Rudi Delhem (circusdirecteur), Hugo Danckaert (dokter), Julienne De Bruyn (Virginie Augustijns), Ketty Van de Poel (Tante José), Bianca Vanhaverbeke (Nicole Van Opstal), Antoine Van der Auwera (mr. Emmerechts), Kristof Verhassel (Patrick), Maurice Wouters (Ketje), Rudy Morren (Raoul), Luc Van Dingenen (Polleke), Victor Zaidi (Çois) e.a.
- Seizoen 10: John Willaert (verzekeringscontroleur Hendriks Van de Vaderlandsche), Frank Harsdorf (taxichauffeur / lastige klant), Nicky Langley (Alice), Ben Van Hoof (man van Alice), Felix Peeters (Davy), Serge Adriaensen (Leon), Jan Van Hecke (Peter), Ben Van Ostade (wijkagent Gaston), Saskia De Baere (juffrouw Slegers), Hans Ligtvoet (Henk Mus), Dirk Vermiert (mr. Saerens), Rob Frans ("Manolo"), Alexander van Bergen (Zweedse zeeman), Geert Willems (Zweedse zeeman), Kristine Arras (Jo), Yvonne Bijl (Lola), Annie Huysmans (Paula), e.a.

## Verhaal per seizoen

### Seizoen 1
Hoofdcast: Inge Van Olmen (Lili), Helena Vanloon (Marleen Van Raes), Bob Snijers (Stavros Dilliarkis), Marilou Mermans (Lisa Van de Koolkaai),Bert Cosemans (Pierre), Simonne Peeters (Ida Van de Koolkaai), Carry Goossens (Jozef "Jef" Van den Sande), Christel Domen (Nini 'Nieke' Van de Koolkaai), Frank Aendenboom (Henri 'Rik' Van de Koolkaai)
Het eerste seizoen staat grotendeels in het teken van het effect van het oorlogsklimaat op het leven van de verschillende personages. Zo komt vanaf de tweede aflevering Stavros, een Griekse kapper uit een naburige wijk, in De Lichttoren onderduiken nadat hij is kunnen ontsnappen tijdens zijn deportatie. Onder druk van Lisa gaat Rik ermee akkoord hem onder te brengen op de zolderkamer, waar een tijdje later ook Jef en Ida hem vervoegen nadat ze uit hun arbeiderswoonst zijn gezet. Rik ziet in het trio vooral goedkope werkkrachten en aarzelt dan ook niet om hen bij wijze van wederdienst in te schakelen in zijn magazijn. Rik begeeft zich via zakenpartners als Lou, Dikke Louis, Schelen Tuur en Gerard "Cravatte" Verduyn (die laatste blijft tot seizoen 8 buiten beeld) op glad ijs, doordat veel van de door hen verhandelde goederen afkomstig zijn van de Duitsers. Intussen houdt zijn dochter Nieke er een relatie op na met de Duitse soldaat Hans. Het feit dat Rik dát niet accepteert, terwijl hij op zakelijk vlak wel met de Duitsers samenwerkt, kan vanuit zijn omgeving op maar weinig begrip rekenen.
Pierre is zich er niet van bewust dat Marleen dolverliefd op hem is. Zij ziet dan ook met lede ogen aan hoe hij steeds vaker optrekt met zijn pianolerares Lili. Ze vermoedt dat de twee een relatie hebben, maar in werkelijkheid hebben ze zich samen aangesloten bij de Witte Brigade, een verzetsgroep tegen de Duitsers. Naarmate het seizoen vordert, worden ze hierin steeds fanatieker en schuwen ze steeds minder risico's, echter kennen hun avonturen uiteindelijk nooit een slechte afloop.
Aan het einde van het seizoen, worden de Duitsers gedwongen zich terug te trekken. Op die manier verdwijnt ook Hans, die Nieke blijkt te hebben zwanger gemaakt. Nieke neemt Marleen hierover in vertrouwen en ze besluiten voorlopig niets tegen hun huisgenoten te vertellen. Intussen is een bende zware jongens uit de buurt op pad om al wie de afgelopen tijd heeft samengewerkt met de Duitsers, een lesje te leren. Een drama voor Rik en Nieke kan op het nippertje worden vermeden dankzij de vergadering die Pierre en zijn makkers van de Witte Brigade op dat moment boven het café houden. Er wordt een verhaal verzonnen waarbij Rik en Nieke zogezegd dubbel spel speelden om de Witte Brigade informatie over de vijand te bezorgen. Terwijl Rik door de bende en de caféklanten tot held wordt uitgeroepen, arriveren de geallieerde Britse troepen om hun overwinning te komen vieren.

### Seizoen 2
Hoofdcast: Inge Van Olmen (Lili), Helena Vanloon (Marleen Van Raes), Bob Snijers (Stavros Dilliarkis), Marilou Mermans (Lisa Van de Koolkaai),Bert Cosemans (Pierre), Simonne Peeters (Ida Van de Koolkaai), Carry Goossens (Jozef "Jef" Van den Sande), Christel Domen (Nini 'Nieke' Van de Koolkaai), Frank Aendenboom (Henri 'Rik' Van de Koolkaai)
Antwerpen is pas bevrijd van de Duitsers en iedereen maakt van de chaos gebruik om duchtig te plunderen. Zo ook het gezelschap van De Lichttoren, tot grote frustratie van Pierre. Die is intussen alsnog een relatie begonnen met Lili, waardoor Marleen haar toevlucht zoekt tot diens kameraad Robert. Het lijkt er echter op dat ze vooral de bedoeling heeft Pierre jaloers te maken. Intussen is ook Lisa op de hoogte van de zwangerschap van Nieke. Samen zetten ze een plan op om Niekes nieuwste vrijer, de Britse militair Spencer, die overigens vaak zaken doet met Rik, voor het vaderschap te doen opdraaien. Het loopt fout wanneer Rik hen na het ontdekken van de seksuele verhouding wil dwingen te trouwen, en zo te weten komt dat Spencer al een vrouw en drie kinderen heeft in Birmingham. Op datzelfde ogenblik wordt Spencer overgeplaatst, waarna niets meer van hem wordt vernomen. Rik is er als de dood voor dat zijn dochter alleenstaand zou bevallen, en wil haar daarom dan maar koppelen aan de mentaal gehandicapte Zotte Raymond, wiens oude vader Schelen Tuur veel eigendommen heeft. Na tussenkomst van Lisa, wordt een verstandshuwelijk besloten tussen Nieke en Stavros.
Pierre en Lili gaan uit elkaar, waarna hij een vaste relatie met Marleen begint. Hij voelt zich daar echter al snel gevangen in, vooral omwille van het overdreven jaloerse karakter van Marleen. Zo kan ze er bijvoorbeeld niet tegen dat hij na het werk met zijn collega's op stap gaat. In een impulsieve bui kandideert Pierre dan ook voor een plaats bij de marine. Hij wordt aanvaard en per schip uitgestuurd naar Engeland, tot grote ontsteltenis van zijn moeder Lisa, wier echtgenoot aan het begin van de oorlog met een marineschip is vergaan. Rond diezelfde tijd neemt ook Lili afscheid, want zij verhuist met haar nieuwe vriend, de Amerikaanse soldaat Joe, naar de Verenigde Staten. Nieke bevalt ondertussen van een zoontje, dat onder dwang van zijn grootvader en zelfuitgeroepen dooppeter, Henri (met als latere roepnaam Rikki) wordt genoemd. Rik is bijzonder fier op zijn kleinzoon en neemt geregeld diens zorgen op zich, terwijl Nieke helemaal geen voeling met het kind krijgt en liever met haar vriendinnen op stap gaat.

### Seizoen 3
Hoofdcast: Helena Vanloon (Marleen Van Raes), Bob Snijers (Stavros Dilliarkis), Marilou Mermans (Lisa Van de Koolkaai),Bert Cosemans (Pierre), Simonne Peeters (Ida Van de Koolkaai), Carry Goossens (Jozef "Jef" Van den Sande), Christel Domen (Nini 'Nieke' Van de Koolkaai), Frank Aendenboom (Henri 'Rik' Van de Koolkaai)
Pierre is met de marine naar Japan vertrokken, maar nog voor zijn schip het eiland bereikt, valt de atoombom op Hiroshima. Hij keert dan ook weer snel heelhuids terug naar het thuisfront. Meteen vraagt hij Marleen ten huwelijk en de twee hun relatie lijkt sterker te worden dan ooit tevoren. Toch dreigt er een nieuwe strubbeling, wanneer Pierre uit Amerika een brief van Lili (die dit seizoen niet in beeld komt) ontvangt, waarin beschreven staat hoe goed het leven ginds is, vooral naar jobmogelijkheden toe. Pierre zou graag samen met Marleen emigreren, maar dat ziet zij helemaal niet zitten. Mede onder druk van zijn moeder Lisa, legt hij dan maar het examen van politieagent af, met succes. Rond diezelfde tijd blijkt Marleen zwanger te zijn en is iedereen in feeststemming. De huwelijksplannen krijgen een concrete vorm.
Door de komst van zijn kleinzoon wil Rik voortaan als een beter mens door het leven gaan. Hij stopt met zijn louche zaakjes en begint met een bandencentrale. Wanneer hij buiten zijn weten om een gestolen lading verhandelt, komt hij in aanraking met de politie en hangt hem een celstraf van enkele jaren boven het hoofd. Intussen bezorgt Nieke hem ook een nieuwe dosis kopzorgen, wanneer ze van de ene dag op de andere thuis vertrekt en haar kind achterlaat. Daarop komt een huisvrouw, Stanske, bij Rik inwonen. Wanneer zij en Stavros verliefd worden, wil Stavros zich van Nieke laten scheiden. Net wanneer die plannen vorm krijgen, duikt Nieke weer op. Ze blijkt intussen goed geld te hebben verdiend en zegt dat ze als mannequin in Brussel werkt. In werkelijkheid is ze er echter danseres in een uitzuipkroeg, zo zal later blijken. Ze heeft ook een nieuwe, veel oudere vriend, genaamd Frans. Frans maakt Rik te vriend door hem via connecties bij justitie buiten vervolging te laten stellen in de bandenzaak. Door de terugkeer van Nieke besluit Stanske uit het leven van Stavros te verdwijnen. Niet veel later komt Nieke opnieuw in De Lichttoren wonen, want Frans heeft haar laten zitten.

### Seizoen 4
Hoofdcast: Inge Van Olmen (Lili), Helena Vanloon (Marleen Van Raes), Bob Snijers (Stavros Dilliarkis), Marilou Mermans (Lisa Van de Koolkaai),Bert Cosemans (Pierre), Simonne Peeters (Ida Van de Koolkaai), Carry Goossens (Jozef "Jef" Van den Sande), Christel Domen (Nini 'Nieke' Van de Koolkaai), Frank Aendenboom (Henri 'Rik' Van de Koolkaai)
Aan de vooravond van de trouwpartij van Pierre en Marleen, keert Lili terug uit Amerika. Ze is inmiddels gescheiden en werkt nu als civiel contactpersoon voor de Amerikaanse troepen in Europa, wat maakt dat ze geregeld het continent zal doorreizen om voor hen vrijetijdsactiviteiten te organiseren. Pierre en Lili spreken nog af en toe met elkaar af, van zijn kant enkel uit vriendschap. Nu hij getrouwd is, mist Pierre eens te meer iemand waarmee hij goed kan praten, en hij hoopt dus dat Lili niet terug naar Amerika zal vertrekken. Zijn zorgen verbeteren er niet op wanneer Marleen een miskraam krijgt en hij zich helemaal niet lekker voelt bij zijn nieuwe job als politieagent. Moeder Lisa heeft bovendien een tijdje een relatie met Pierres overste, de politiecommissaris Renaat. Eens die intiem dreigt te worden, zet Lisa er een punt achter gezien ze haar overleden echtgenoot niet kan vergeten. Tegen het einde van het seizoen lijkt het weer beter te gaan met Pierre en Marleen. Pierre gaat aan de slag als verzekeringsmakelaar bij de firma van de vader van zijn oude strijdmakker Robert, en hij is van plan om samen met Marleen een kruidenierswinkel over te nemen, waarvan zij dan gerante zou worden.
Rik verruilt zijn bandenhandel voor het opkopen van oude meubels bij overlijdens, en later richt hij zijn magazijn ook even in als strijkatelier. Nieke is in een knipperlichtrelatie met Frans beland en verwaarloost haar kind, wat tot grote frustraties leidt bij Rik en ook bij Marleentje, zeker nadat die door haar miskraam zelf geen kinderen meer kan krijgen. Nieke keert ook te pas en te onpas van Brussel naar Antwerpen terug. Uiteindelijk, wanneer alles met Frans weer koek en ei lijkt, wil ze van Stavros scheiden om met Frans te hertrouwen. Hij belooft haar ook dat ze samen een zaak zullen openen, zodat ze kan stoppen met haar werk in het Brusselse bordeel. Wanneer echter blijkt dat Frans al getrouwd is en dus bigamie wilde plegen, gaat alles weer naar af.

### Seizoen 5
Hoofdcast: Inge Van Olmen (Lili), Helena Vanloon (Marleen Van Raes), Bob Snijers (Stavros Dilliarkis), Marilou Mermans (Lisa Van de Koolkaai),Bert Cosemans (Pierre), Simonne Peeters (Ida Van de Koolkaai), Carry Goossens (Jozef "Jef" Van den Sande), Christel Domen (Nini 'Nieke' Van de Koolkaai), Frank Aendenboom (Henri 'Rik' Van de Koolkaai)
Het verhaal neemt een sprong vooruit van ongeveer twaalf jaar en speelt zich af in 1958. Behalve het feit dat Stavros het oude rommelhok tot kapsalon heeft mogen verbouwen, is er in al die jaren maar weinig veranderd. Zo neemt Rik nog steeds het ene handeltje na het andere aan, baat Lisa nog steeds het café uit en wonen Jef en Ida nog steeds op de mansardekamer. Wel is het kleine Henrieke, voortaan Rikki genoemd, inmiddels een tiener van 13 jaar oud. Hij haalt geregeld kattenkwaad uit en doet het helemaal niet goed op school, tot grote frustratie van zijn moeder Nieke. Ze gaat bijzonder streng met hem om, terwijl Rik en Stavros dan weer een veel te zachte aanpak hanteren. Hierdoor raakt de relatie tussen moeder en kind bijzonder verzuurd. Rikki beschouwt Marleen als zijn echte moeder, wat tot enkele heftige ruzies tussen beide dames leidt. In de liefde heeft Nieke wel geluk, want alle plooien met Frans zijn weer gladgestreken.
Pierre en Marleen hebben hun huwelijk weer op de rails gekregen. Terwijl Pierre promotie krijgt op het werk, baat Marleen een kruidenierszaak uit. De zaken gaan financieel goed en het koppel besluit zelfs om een eigen huis te laten bouwen in Kalmthout. Hun geluk kentert wanneer Lili terugkeert uit Amerika en Marleen het niet kan laten om zich weer bijzonder jaloers en achterdochtig te gedragen. Op die manier raakt Pierre steeds meer uitgekeken op zijn huwelijk en wil hij er een punt achter zetten. Intussen begint hij ook een affaire met Lili. Pierre en Marleen gaan daarop een tijdje uit elkaar. De bouw van hun huis wordt stilgelegd en de kruidenierswinkel wordt verkocht, waarna Marleen weer als vanouds in het café komt werken. Aan het einde van het seizoen krijgt Lili een aanbieding om in Congo te gaan werken. Ze stelt Pierre voor om er samen een nieuw leven te beginnen, maar na enige twijfel besluit hij om met haar te breken en zijn huwelijk met Marleen een tweede kans te geven.

### Seizoen 6
Hoofdcast: Inge Van Olmen (Lili), Helena Vanloon (Marleen Van Raes), Bob Snijers (Stavros Dilliarkis), Marilou Mermans (Lisa Van de Koolkaai),Bert Cosemans (Pierre), Simonne Peeters (Ida Van de Koolkaai), Carry Goossens (Jozef "Jef" Van den Sande), Christel Domen (Nini 'Nieke' Van de Koolkaai), Frank Aendenboom (Henri 'Rik' Van de Koolkaai)
Er komen problemen in Congo. Pierre zegt tegen Ida dat hij voor altijd gebroken heeft met Lili. Pierre heeft werk gevonden om op te dienen op trouwfeesten. Ook Ida en Jef kunnen er bijverdienen om als artiesten op te treden. Rikki vliegt in het pensionaat omdat hij geld gestolen heeft. Pierre gaat aan het werk om pijpleidingen aan te vullen. Pierre en Marleen doen een aanvraag binnen om een kindje te adopteren. Nieke en Frans zijn nu al 14 jaar samen. Zuster Rosa zegt dat Pierre en Marleen zeker in aanmerking komen voor adoptie en regelt het, alles zal in orde komen. Nieke wil met Frans trouwen, maar Frans zegt dat hij niet wil omdat hij dan moet scheiden van Stella en ze hem zal pluimen. Het is zeker 10 jaar geleden dat hij Stella gezien heeft. Nieke schrijft een brief aan Stella en Stella antwoordt dat ze met haar nieuwe vriend Henk op bezoek gaat komen. Henk en Stella komen toe in het café. Stella zegt dat ze ook wil scheiden van Frans. Stella schrikt er van dat Frans nu wil trouwen, omdat het tussen Frans en Stella fout gelopen is nadat ze getrouwd waren. Frans is iemand die zich niet wil binden. Henk en Stella willen ook trouwen. Stella raadt Frans af om met Nieke te trouwen omdat ze voorspelt dat een huwelijk tussen hen fout zal aflopen aangezien Frans iemand is die zich niet kan binden. Stella wil echt scheiden. Frans zei dat hij in Oostende was voor zaken maar Nieke betrapt hem terwijl hij in Antwerpen de bloemetjes buiten aan het zetten is. Nieke wil het uitmaken, dat een huwelijk niet meer hoeft maar Frans zegt dat hij met Nieke wil trouwen en zo wil Nieke hem terug. Ze maken officieel bekend dat ze willen trouwen. Lisa spreekt met Stravros ivm de scheiding, als hij akkoord gaat om van Nieke te scheiden mag hij boven het café blijven wonen. Rikki is zot van Stavros, en Rik heeft Stavros nodig om zijn huishouden te doen. Ida heeft een zekere Marie-Louise ertoe overgehaald om met Stavros naar een bal te gaan. Jef moet voor Stavros pralines brengen naar Marie-Louise. Nieke wil ook een kind van Frans, maar Frans wil dit niet en daarom maakt hij het uit en gaat de scheiding met Stavros toch niet door. Jef had echter de pralines naar Marie-Louise gebracht en Marie-Louise probeert hem te verkrachten en Ida kan hem maar net op tijd redden.
Marleen en Pierre krijgen hun adoptiekind. Het heet Florke. Er zijn grote problemen in Congo. De blanken moeten vluchten. Lili schrijft in een brief dat ze onderweg is naar Antwerpen. Lili is terug in Antwerpen, ze wil vrienden blijven met Pierre. Ze komt een tijdje in het café logeren en Marleen is jaloers. Lili maakt Marleen duidelijk dat ze niet teruggekomen is voor Pierre en Marleen gelooft het. Het is vakantie en daarmee is Rikki thuis. Lili heeft ondertussen een eigen woonst gevonden. Rik en Stavros hopen dat Nieke snel terug een vrijer zal hebben. Ida doet voor de Heilige Rita, heilige voor de onmogelijke en hopeloze gevallen een 40-tal kaarsen branden (gekocht bij Mieleken den drogist) in Rik zijn magazijn opdat Nieke terug een vrijer zou hebben. Ineens staat na 14 jaar Hans, de echte vader van Rikki, uit Duitsland in het café. Rik is kwaad dat Stavros veel te goedkope kaarsen had gekocht bij Mieleken den drogist en dat de Heilige Rita niet content zal geweest zijn. Hans is al drie jaar weduwnaar en heeft een hotel in het Zwarte Woud. Nieke wil er met Rikki en Hans gaan wonen. Nonkel Frans staat ook ineens weer voor de deur. Ida zegt dat de Heilige Rita wel content is met de bougies van Mieleken den drogist. Frans wil weer met Nieke trouwen. Stavros, Nieke, Lisa en Rik vertellen aan Rikki dat Hans zijn echte vader is. Rikki mag kiezen of hij naar Duitsland wil gaan of niet. Nieke zegt tegen Frans dat ze hem niet meer wil. Lili redt het leven van Florke, die valse kroep had. Marleen en Lili leggen het bij. Rikki wil niet naar Duitsland en Nieke dan ook niet en Hans vertrekt weer. Stavros moet van Rik alle bougies van Mieleken den drogist opkopen, Rik wil enkel nog Frans als vrijer voor Nieke.

### Seizoen 7
Hoofdcast: Helena Vanloon (Marleen Van Raes), Bob Snijers (Stavros Dilliarkis), Marilou Mermans (Lisa Van de Koolkaai), Simonne Peeters (Ida Van de Koolkaai), Carry Goossens (Jozef "Jef" Van den Sande), Christel Domen (Nini 'Nieke' Van de Koolkaai), Frank Aendenboom (Henri 'Rik' Van de Koolkaai), Steven De Lelie (Henri 'Rikki' Dilliarkis), Grietje Vanderheijden (Vicky Muys)
1962, Lisa is ziek, ze heeft astma en verblijft in een soort van herstellingsoord (sanatorium) waar ze nog een tijdje zal moeten blijven. Marleen houdt het café open nu. Rikki is al 17 jaar nu en woont terug thuis. Pierre heeft Marleen laten zitten en is met Lili in Amerika gaan wonen. Ida en Jef wonen nog steeds in het café en treden er nog op, ook Edgard en Pol zijn er nog vaste klant. Nieke heeft een West-Vlaamse vriend die Sylvain heet. Rikki vond Frans nog een toffe, maar van Sylvain moet hij niets weten. Lisa heeft van de dokter gehoord dat er al beterschap is. Rikki vliegt buiten op school. Hij gaat nu op leercontract en werkt bij Juul in de garage als automecanicien. Rikki heeft een lief en ze heet Vicky Muys. De ouders Firmin Muys en Georgette Muys willen niet dat ze een relatie heeft met Rikki. Rikki en Vicky kunnen elkaar zelfs niet meer zien. Georgette Muys heeft een hoge functie en wil Stavros zijn kapsalon laten afbreken, ze doet er alles aan om Rik en Stavros onder druk te zetten. Georgette volgt haar dochter overal. Vicky en Rikki moeten in het geheim briefjes naar elkaar schrijven. Maar dankzij een "schandaal" dat Ida dreigt te vertellen moet Georgette toestaan dat Vicky en Rikki elkaar zien. Marleen leert Mark kennen. Pierre en Lili hebben een zoon. De dokters raden Lisa af om nog in een café te werken. Ze zou in een rustige omgeving moeten wonen. Renaat vertelt aan Marleen dat hij nog steeds iets voelt voor Lisa. Hij gaat bij Lisa op bezoek en Lisa is blij. Lisa vertelt aan Renaat dat ze een stommiteit begaan heeft door indertijd nee te zeggen op Renaat zijn huwelijksaanzoek. Ze gaat samen gezellig wandelen, rijstvla eten en koffie drinken met Renaat. Nieke vertelt aan Rikki dat ze heel ongelukkig is waar ze in dat café van Sylvain werkt. Vicky is in verwachting van Rikki en ze zijn nog maar 16 jaar oud. Mark en Marleen zijn verliefd op elkaar. Georgette is razend als ze te weten komt dat haar dochter zwanger is. Ze wil Vicky naar het buitenland sturen om haar daar te laten bevallen en haar kind te laten afstaan. Ze wil niet dat Rikki nog ooit Vicky ziet. Rikki probeert met Vicky te vluchten naar Engeland om daar te trouwen maar ze komen een ongeluk tegen met de brommer. Rik, Stavros en Nieke willen dat ze trouwen en Firmin is akkoord. Hij is Georgette beu, hij vindt haar een ambetant wijf met een hart van steen, een blok graniet. Hij ziet zijn dochter graag. Georgette wil alles duur en chic maar de familie van Rikki wil het eenvoudig houden. Georgette wil zelfs Ida en Jef niet uitnodigen omdat ze te laag van stand zijn in haar ogen. Stavros vertelt dit tegen Ida en Jef. Ida en Jef gaan hun beklag gaan doen bij Rikki. Rikki is razend op Georgette en Ida en Jef kunnen toch naar het feest komen. Georgette gaat weg en Firmin is razend op haar. Stavros en Firmin lossen alles op in verband met het feest. Rikki en Vicky zijn getrouwd. Lisa komt ook naar het feest met Renaat en ze kondigen aan dat ze ook gaan trouwen. Vicky komt ook in het café wonen. Sylvain maakt het uit met Nieke en Nieke verblijft weer in het café. Aangezien er verder in de reeks niet meer gesproken wordt over Lisa en Renaat, kunnen we ervan uitgaan dat ze getrouwd zijn en dat Lisa bij Renaat is gaan wonen.

### Seizoen 8
Hoofdcast: Helena Vanloon (Marleen Van Raes), Bob Snijers (Stavros Dilliarkis), Simonne Peeters (Ida Van de Koolkaai), Carry Goossens (Jozef "Jef" Van den Sande), Christel Domen (Nini 'Nieke' Van de Koolkaai), Frank Aendenboom (Henri 'Rik' Van de Koolkaai), Steven De Lelie (Henri 'Rikki' Dilliarkis), Grietje Vanderheijden (Vicky Muys), Camilia Blereau (Georgette Muys), Dirk Lavrysen (Firmin Muys)
1963, Vicky gaat bij Stavros in het kapsalon werken. Nieke leert een schipper kennen en ze vertrekt met hem om de Rijn af te varen. Pol is niet meer in het café te zien. Edgard komt wel nog naar het café met zijn nieuwe maat Fee. Mark gaat in de politiek bij de socialisten. Juul is failliet en Rikki is zijn werk kwijt. Hij vindt werk als figurant in het theater, daarna loopjongen voor een productie van een film. Vicky zaagt erover dat hij geen deftige job vindt. Hij gaat uiteindelijk aan het werk in het leger waar hij betaald wordt en een opleiding volgt. Nieke komt weer boven water, ze heeft hard moeten werken op die boot, die schipper sloot haar op tot ze kon ontsnappen in Rotterdam. Ze verblijft terug in het café. Vicky leent geld uit aan Nieke. De schipper wordt aangehouden. De schipper zegt dat Nieke in Hamburg van het schip gegaan is en hij heeft dit laten constateren door de politie, ze heeft ook geld gestolen. Nieke heeft dus gelogen en haar advocaat zegt dat ze geen poot meer heeft om op te staan. Ze is wel geslagen maar wil niet vertellen van wie. Nieke riskeert om in de gevangenis te belanden. Nieke vlucht weg omdat ze te veel fouten begaan heeft in haar leven en niet in de gevangenis wil belanden. Mark zou graag met Marleentje trouwen. Vicky is bevallen en Vicky en Rikki noemen hun kindje George. Vicky en Rikki verhuizen maar ze komen al snel in geldnood en komen terug boven het café wonen.

### Seizoen 9
Hoofdcast: Helena Vanloon (Marleen Van Raes), Bob Snijers (Stavros Dilliarkis), Simonne Peeters (Ida Van de Koolkaai), Carry Goossens (Jozef "Jef" Van den Sande), Christel Domen (Nini 'Nieke' Van de Koolkaai), Frank Aendenboom (Henri 'Rik' Van de Koolkaai), Steven De Lelie (Henri 'Rikki' Dilliarkis), Grietje Vanderheijden (Vicky Muys), Camilia Blereau (Georgette Muys), Dirk Lavrysen (Firmin Muys)
1965, een zekere Linda komt twee dagen per week in het café van Marleen werken. Linda gedraagt zich raar ten opzichte van Florke. Vicky is jaloers omdat Linda en Rikki goed overeenkomen. Linda bekent aan Rikki dat ze de biologische moeder is van Florke. Ze moest onder dwang van haar ouders haar kind afstaan als ze 15 was. Vicky haar jaloersheid gaat over nu Rikki haar dat verteld heeft. Linda ontvoert Florke van school. Rikki en Vicky brengen iedereen op de hoogte dat Linda de biologische moeder is van Florke. Florke staat 's avonds voor de deur met een brief van Linda. In Linda haar brief staat er dat Linda weggaat en dat ze ervan overtuigd is dat Florke bij Marleen gelukkig zal zijn. José, een achternicht van Ida komt na 36 jaar terug uit Amerika op bezoek. Ida is de laatste familie die ze nog heeft. Ze wil Antwerpen nog eens zien en haar nog eens goed amuseren. Rik raakt verliefd op José. Ze gaan samen eten. José zegt tegen Rik dat ze terug naar Amerika gaat vertrekken en gaat aan Rik een envelop meegeven omdat ze het moeilijk heeft met afscheid nemen. Rik wil niet dat ze vertrekt. Maar dan bekent José aan Rik dat ze een kwade tumor heeft en niet meer lang zal leven. José vertrekt. Rik vertelt dit aan Ida en Jef. José wou enkel schone herinneringen overhouden aan haar laatste reis naar Antwerpen. Rikki vliegt in het cachot, hij wordt verdacht van diefstal. Iedereen is razend op Georgette omdat ze in volle café slecht spreekt over Rikki. Rikki komt vrij. Hij had met een vrachtwagen gereden met gestolen goed in, maar is onschuldig, hij wist van niets. En toch schorst de krijgsraad hem 7 maanden, wordt hij gedegradeerd en wordt hij zonder inkomen gezet. Nieke komt na twee jaar tevoorschijn met haar nieuwe vriend Donnie. Ze heeft in Spanje gewoond en er hard gewerkt. Ze logeren in een hotel in Antwerpen. Donnie is rijk en heeft een appartement in Torremolinos. Nieke is vrijgesproken in de zaak in verband met de schipper wegens gebrek aan bewijzen. Donnie wil trouwen en dus spreekt Nieke weer van scheiden met Stavros. Nieke geeft het geleende geld terug aan Vicky. Donnie en Nieke verloven zich. Stavros is blij dat Nieke de ware heeft gevonden. Rikki heeft ontslag genomen in het leger en werkt nu in een kaasfabriek. Vicky en Rikki zijn uit elkaar. Vicky heeft George meegenomen bij haar ouders. De scheiding tussen Nieke en Stavros gaat niet door. Rikki legt het weer bij met Vicky en ze gaat terug boven het café wonen. Donnie had als zakenman een van zijn klanten (Raoul) bedrogen. Raoul vindt Donnie terug en na een gevaarlijke situatie waarin Donnie bedreigd wordt is Donnie moeten vluchten. Ook Nieke vertrekt weer en het is uit tussen hen.

### Seizoen 10
Hoofdcast: Helena Vanloon (Marleen Van Raes), Bob Snijers (Stavros Dilliarkis), Simonne Peeters (Ida Van de Koolkaai), Carry Goossens (Jozef "Jef" Van den Sande), Christel Domen (Nini 'Nieke' Van de Koolkaai), Frank Aendenboom (Henri 'Rik' Van de Koolkaai), Steven De Lelie (Henri 'Rikki' Dilliarkis), Grietje Vanderheijden (Vicky Muys), Camilia Blereau (Georgette Muys), Dirk Lavrysen (Firmin Muys)
1968, Vicky is een modeboetiek begonnen en Rikki wil in de boetiek ook platen verkopen. Florke mag Mark nu papa noemen in plaats van Nonkel Mark. Raymond kondigt aan dat hij gaat trouwen met Elvier. Mark en Marleen kondigen ook hun trouw aan. Lili verschijnt met haar zoon Davy (ook zoon van Pierre) in De Lichttoren. Lili weet te vertellen dat Pierre op een schip naar Vietnam is gegaan, daar aan wal is gegaan, nooit is teruggekeerd en dus vermist is. Lili en Pierre waren ook al een tijd niet meer samen en Lili heeft iemand nieuw leren kennen. Marleen en Mark doen ondertrouw. Stavros ziet na al die jaren Stanske terug. Ze gaan samen uit en Stanske komt regelmatig langs in De Lichttoren. Nieke komt weer opdagen. Stavros wil van Nieke scheiden en met Stanske trouwen. Nieke was vergeten haar werkvergunning te verlengen en is daarom teruggekomen uit Spanje. Vicky gaat weg bij Rikki om alles op een rijtje te zetten. Ze is spoorloos verdwenen met George. Nieke komt weer boven het café wonen. Ineens duikt ook nonkel Frans weer op. Hij heeft in Las Vegas gezeten. Vicky woont terug bij haar ouders. Frans vertelt aan Nieke dat hij een club in Las Vegas heeft. Hij vraagt Nieke ten huwelijk. Nieke wil met Frans in Las Vegas gaan wonen. Jef wil niet meer optreden met Ida omdat hij niet op het trouwfeest van Mark en Marleen mag optreden. Ook Donnie verschijnt in De Lichttoren, hij wil nog geld van Nieke. Jef sluit zich aan bij een zanggroepje van drie vrouwen, The Ladies. Hij wordt er drummer en zanger. Rik heeft een taxibedrijf uit de grond gestampt en Rikki zal de zaak overnemen als Rik met pensioen gaat. Rik gaat met Vicky spreken. Georgette bemoeit er zich mee en spreekt slecht over Rikki. Rik en Firmin verdedigen Rikki. Mark en Marleen zijn getrouwd. Stavros en Nieke kondigen hun scheiding aan alsook de trouw van Stavros met Stanske en de trouw van Nieke met Frans. Maar Donnie komt alles verpesten. Uit wraak voor het geld dat Nieke hem nog moet betalen verraadt hij dat Frans slechts een portier is in die club in Las Vegas en niet de eigenaar. Omdat Jef veel te vals zingt hebben The Ladies besloten om Ida aan te nemen voor de zang. Vanaf nu bestaan The Ladies uit Jef en uit vier vrouwen, onder wie Ida. Nieke vindt dat Frans haar de vernedering van haar leven bezorgd heeft en maakt het uit met Frans. Daardoor gaat de scheiding van Nieke en Stavros niet door en ook de trouw tussen Stanske en Stavros kan niet doorgaan omdat Nieke niet wil scheiden. Vicky en Rikki leggen het bij.

## Stamboom
|  |  |             |             |             |             |             |             |  |  |                |                |                |                |                |                |                  |                  |                  |                  |                    |                  |              |              |                          |                          |                          |                          |                          |                          |                     |                     |                     |                     |  |  |          |          |          |          |          |          |      |      |        |        | onbekend |        |          |          |          |          |                  |                  |                  |                  |                   |                   |                   |                   |                   |                   |      |      |           |           |           |           |           |           |
|  |  |             |             |             |             |             |             |  |  |                |                |                |                |                |                |                  |                  |                  |                  |                    |                  |              |              |                          |                          |                          |                          |                          |                          |                     |                     |                     |                     |  |  |          |          |          |          |          |          |      |      |        |        |          |        |          |          |          |          |                  |                  |                  |                  |                   |                   |                   |                   |                   |                   |      |      |           |           |           |           |           |           |
|  |  |             |             |             |             |             |             |  |  |                |                |                |                |                |                |                  |                  |                  |                  |                    |                  |              |              |                          |                          |                          |                          |                          |                          |                     |                     |                     |                     |  |  |          |          |          |          |          |          |      |      |        |        |          |        |          |          |          |          |                  |                  |                  |                  |                   |                   |                   |                   |                   |                   |      |      |           |           |           |           |           |           |
|  |  |             |             |             |             |             |             |  |  |                |                |                |                |                |                |                  |                  |                  |                  |                    |                  |              |              |                          |                          |                          |                          | Georges†                 | Georges†                 | Georges†            | Georges†            | Georges†            | Georges†            |  |  | Emilie † | Emilie † | Emilie † | Emilie † | Emilie † | Emilie † |      |      |        |        |          |        |          |          |          |          |                  |                  |                  |                  | Gusta †           | Gusta †           | Gusta †           | Gusta †           | Gusta †           | Gusta †           |      |      | Richard † | Richard † | Richard † | Richard † | Richard † | Richard † |
|  |  |             |             |             |             |             |             |  |  |                |                |                |                |                |                |                  |                  |                  |                  |                    |                  |              |              |                          |                          |                          |                          | Georges†                 | Georges†                 | Georges†            | Georges†            | Georges†            | Georges†            |  |  | Emilie † | Emilie † | Emilie † | Emilie † | Emilie † | Emilie † |      |      |        |        |          |        |          |          |          |          |                  |                  |                  |                  | Gusta †           | Gusta †           | Gusta †           | Gusta †           | Gusta †           | Gusta †           |      |      | Richard † | Richard † | Richard † | Richard † | Richard † | Richard † |
|  |  |             |             |             |             |             |             |  |  |                |                |                |                |                |                |                  |                  |                  |                  |                    |                  |              |              |                          |                          |                          |                          |                          |                          |                     |                     |                     |                     |  |  |          |          |          |          |          |          |      |      |        |        |          |        |          |          |          |          |                  |                  |                  |                  |                   |                   |                   |                   |                   |                   |      |      | Nestor †  |           |           |           |           |           |
|  |  |             |             |             |             |             |             |  |  |                |                |                |                |                |                |                  |                  |                  |                  |                    |                  |              |              |                          |                          |                          |                          |                          |                          |                     |                     |                     |                     |  |  |          |          |          |          |          |          |      |      |        |        |          |        |          |          |          |          |                  |                  |                  |                  |                   |                   |                   |                   |                   |                   |      |      |           |           |           |           |           |           |
|  |  |             |             |             |             |             |             |  |  |                |                |                |                |                |                |                  |                  |                  |                  |                    |                  |              |              |                          |                          |                          |                          |                          |                          |                     |                     |                     |                     |  |  |          |          |          |          |          |          |      |      |        |        |          |        |          |          |          |          |                  |                  |                  |                  |                   |                   |                   |                   |                   |                   |      |      |           |           |           |           |           |           |
|  |  |             |             |             |             |             |             |  |  |                |                |                |                |                |                | Mariëtte † (Jet) | Mariëtte † (Jet) | Mariëtte † (Jet) | Mariëtte † (Jet) | Mariëtte † (Jet)   | Mariëtte † (Jet) |              |              | Henri (Rik)              | Henri (Rik)              | Henri (Rik)              | Henri (Rik)              | Henri (Rik)              | Henri (Rik)              |                     |                     |                     |                     |  |  |          |          |          |          | Lisa     | Lisa     | Lisa | Lisa | Lisa   | Lisa   |          |        | Smalle † | Smalle † | Smalle † | Smalle † | Smalle †         | Smalle †         |                  |                  |                   |                   |                   |                   |                   |                   |      |      |           |           |           |           |           |           |
|  |  |             |             |             |             |             |             |  |  |                |                |                |                |                |                | Mariëtte † (Jet) | Mariëtte † (Jet) | Mariëtte † (Jet) | Mariëtte † (Jet) | Mariëtte † (Jet)   | Mariëtte † (Jet) |              |              | Henri (Rik)              | Henri (Rik)              | Henri (Rik)              | Henri (Rik)              | Henri (Rik)              | Henri (Rik)              |                     |                     |                     |                     |  |  |          |          |          |          | Lisa     | Lisa     | Lisa | Lisa | Lisa   | Lisa   |          |        | Smalle † | Smalle † | Smalle † | Smalle † | Smalle †         | Smalle †         |                  |                  |                   |                   |                   |                   |                   |                   |      |      |           |           |           |           |           |           |
|  |  |             |             |             |             |             |             |  |  |                |                |                |                |                |                |                  |                  |                  |                  |                    |                  |              |              |                          |                          |                          |                          |                          |                          |                     |                     |                     |                     |  |  |          |          |          |          |          |          |      |      |        |        |          |        | Renaat   |          |          |          |                  |                  |                  |                  |                   |                   |                   |                   |                   |                   |      |      |           |           |           |           |           |           |
|  |  |             |             |             |             |             |             |  |  |                |                |                |                |                |                |                  |                  |                  |                  |                    |                  |              |              |                          |                          |                          |                          |                          |                          |                     |                     |                     |                     |  |  |          |          |          |          |          |          |      |      |        |        |          |        |          |          |          |          |                  |                  |                  |                  |                   |                   |                   |                   |                   |                   |      |      |           |           |           |           |           |           |
|  |  | Firmin Muys | Firmin Muys | Firmin Muys | Firmin Muys | Firmin Muys | Firmin Muys |  |  | Georgette Muys | Georgette Muys | Georgette Muys | Georgette Muys | Georgette Muys | Georgette Muys |                  |                  |                  |                  | Nini (Nieke)       | Nini (Nieke)     | Nini (Nieke) | Nini (Nieke) | Nini (Nieke)             | Nini (Nieke)             |                          |                          | Hans Fritz               | Hans Fritz               | Hans Fritz          | Hans Fritz          | Hans Fritz          | Hans Fritz          |  |  |          |          |          |          |          |          |      |      | Pierre | Pierre | Pierre   | Pierre | Pierre   | Pierre   |          |          | Lili             | Lili             | Lili             | Lili             | Lili              | Lili              |                   |                   |                   |                   |      |      |           |           |           |           |           |           |
|  |  | Firmin Muys | Firmin Muys | Firmin Muys | Firmin Muys | Firmin Muys | Firmin Muys |  |  | Georgette Muys | Georgette Muys | Georgette Muys | Georgette Muys | Georgette Muys | Georgette Muys |                  |                  |                  |                  | Nini (Nieke)       | Nini (Nieke)     | Nini (Nieke) | Nini (Nieke) | Nini (Nieke)             | Nini (Nieke)             |                          |                          | Hans Fritz               | Hans Fritz               | Hans Fritz          | Hans Fritz          | Hans Fritz          | Hans Fritz          |  |  |          |          |          |          |          |          |      |      | Pierre | Pierre | Pierre   | Pierre | Pierre   | Pierre   |          |          | Lili             | Lili             | Lili             | Lili             | Lili              | Lili              |                   |                   |                   |                   |      |      |           |           |           |           |           |           |
|  |  |             |             |             |             |             |             |  |  |                |                |                |                |                |                |                  |                  |                  |                  |                    |                  |              |              |                          |                          |                          |                          | Stavros Dilliarkis       | Stavros Dilliarkis       | Stavros Dilliarkis  | Stavros Dilliarkis  | Stavros Dilliarkis  | Stavros Dilliarkis  |  |  |          |          |          |          |          |          |      |      |        |        |          |        |          |          |          |          | Marleen Van Raes | Marleen Van Raes | Marleen Van Raes | Marleen Van Raes | Marleen Van Raes  | Marleen Van Raes  |                   |                   | Mark              | Mark              | Mark | Mark | Mark      | Mark      |           |           |           |           |
|  |  |             |             |             |             |             |             |  |  |                |                |                |                |                |                |                  |                  |                  |                  |                    |                  |              |              |                          |                          |                          |                          | Stavros Dilliarkis       | Stavros Dilliarkis       | Stavros Dilliarkis  | Stavros Dilliarkis  | Stavros Dilliarkis  | Stavros Dilliarkis  |  |  |          |          |          |          |          |          |      |      |        |        |          |        |          |          |          |          | Marleen Van Raes | Marleen Van Raes | Marleen Van Raes | Marleen Van Raes | Marleen Van Raes  | Marleen Van Raes  |                   |                   | Mark              | Mark              | Mark | Mark | Mark      | Mark      |           |           |           |           |
|  |  |             |             |             |             |             |             |  |  |                |                |                |                |                |                |                  |                  |                  |                  |                    |                  |              |              |                          |                          |                          |                          | Frans                    |                          |                     |                     |                     |                     |  |  |          |          |          |          |          |          |      |      |        |        |          |        |          |          |          |          |                  |                  |                  |                  |                   |                   |                   |                   |                   |                   |      |      |           |           |           |           |           |           |
|  |  |             |             |             |             |             |             |  |  |                |                |                |                |                |                |                  |                  |                  |                  |                    |                  |              |              |                          |                          |                          |                          | Sylvain Catrysse         |                          |                     |                     |                     |                     |  |  |          |          |          |          |          |          |      |      |        |        |          |        |          |          |          |          |                  |                  |                  |                  |                   |                   |                   |                   |                   |                   |      |      |           |           |           |           |           |           |
|  |  |             |             |             |             |             |             |  |  |                |                |                |                |                |                |                  |                  |                  |                  |                    |                  |              |              |                          |                          |                          |                          | Don Diego de Bannes      | Don Diego de Bannes      | Don Diego de Bannes | Don Diego de Bannes | Don Diego de Bannes | Don Diego de Bannes |  |  |          |          |          |          |          |          |      |      |        |        |          |        | Davy     | Davy     | Davy     | Davy     | Davy             | Davy             |                  |                  | Florence "Florke" | Florence "Florke" | Florence "Florke" | Florence "Florke" | Florence "Florke" | Florence "Florke" |      |      |           |           |           |           |           |           |
|  |  |             |             |             |             |             |             |  |  |                |                |                |                |                |                |                  |                  |                  |                  |                    |                  |              |              |                          |                          |                          |                          | Don Diego de Bannes      | Don Diego de Bannes      | Don Diego de Bannes | Don Diego de Bannes | Don Diego de Bannes | Don Diego de Bannes |  |  |          |          |          |          |          |          |      |      |        |        |          |        | Davy     | Davy     | Davy     | Davy     | Davy             | Davy             |                  |                  | Florence "Florke" | Florence "Florke" | Florence "Florke" | Florence "Florke" | Florence "Florke" | Florence "Florke" |      |      |           |           |           |           |           |           |
|  |  |             |             |             |             |             |             |  |  |                |                |                |                |                |                |                  |                  |                  |                  |                    |                  |              |              |                          |                          |                          |                          |                          |                          |                     |                     |                     |                     |  |  |          |          |          |          |          |          |      |      |        |        |          |        |          |          |          |          |                  |                  |                  |                  |                   |                   |                   |                   |                   |                   |      |      |           |           |           |           |           |           |
|  |  |             |             |             |             |             |             |  |  |                |                |                |                |                |                | Vicky Muys       | Vicky Muys       | Vicky Muys       | Vicky Muys       | Vicky Muys         | Vicky Muys       |              |              | Henri (Rikki) Dilliarkis | Henri (Rikki) Dilliarkis | Henri (Rikki) Dilliarkis | Henri (Rikki) Dilliarkis | Henri (Rikki) Dilliarkis | Henri (Rikki) Dilliarkis |                     |                     |                     |                     |  |  |          |          |          |          |          |          |      |      |        |        |          |        |          |          |          |          |                  |                  |                  |                  |                   |                   |                   |                   |                   |                   |      |      |           |           |           |           |           |           |
|  |  |             |             |             |             |             |             |  |  |                |                |                |                |                |                | Vicky Muys       | Vicky Muys       | Vicky Muys       | Vicky Muys       | Vicky Muys         | Vicky Muys       |              |              | Henri (Rikki) Dilliarkis | Henri (Rikki) Dilliarkis | Henri (Rikki) Dilliarkis | Henri (Rikki) Dilliarkis | Henri (Rikki) Dilliarkis | Henri (Rikki) Dilliarkis |                     |                     |                     |                     |  |  |          |          |          |          |          |          |      |      |        |        |          |        |          |          |          |          |                  |                  |                  |                  |                   |                   |                   |                   |                   |                   |      |      |           |           |           |           |           |           |
|  |  |             |             |             |             |             |             |  |  |                |                |                |                |                |                |                  |                  |                  |                  |                    |                  |              |              |                          |                          |                          |                          |                          |                          |                     |                     |                     |                     |  |  |          |          |          |          |          |          |      |      |        |        |          |        |          |          |          |          |                  |                  |                  |                  |                   |                   |                   |                   |                   |                   |      |      |           |           |           |           |           |           |
|  |  |             |             |             |             |             |             |  |  |                |                |                |                |                |                |                  |                  |                  |                  | Georges Dilliarkis |                  |              |              |                          |                          |                          |                          |                          |                          |                     |                     |                     |                     |  |  |          |          |          |          |          |          |      |      |        |        |          |        |          |          |          |          |                  |                  |                  |                  |                   |                   |                   |                   |                   |                   |      |      |           |           |           |           |           |           |

Opmerkingen:
- Richard, Emilie, Georges, Nestor, Mariëtte en Smalle zijn reeds overleden in het begin van de reeks. (†)
- Gusta sterft tijdens de reeks. (†)
- Florke werd door Pierre en Marleen geadopteerd omdat Marleen geen kinderen kon krijgen.
- Mark werd de stiefvader van Florke, nadat hij trouwde met Marleen.
- Hans had tijdens de oorlog een relatie met Nieke waardoor ze zwanger werd. Nieke trouwde met Stavros en beviel van haar zoon Henri ("Rikki"). Frans, Sylvain en Don Diego waren minnaars van Nieke.

## Afleveringen
|  | #  | Seizoen | Titel                        | Datum             |
|  | -- | ------- | ---------------------------- | ----------------- |
|  | 1  | 1       | Reviens                      | 5 september 1994  |
|  | 2  | 1       | De thuiskomst                | 12 september 1994 |
|  | 3  | 1       | De schoenblink               | 19 september 1994 |
|  | 4  | 1       | De verbroedering             | 26 september 1994 |
|  | 5  | 1       | Kerkstoelen                  | 3 oktober 1994    |
|  | 6  | 1       | De bom                       | 10 oktober 1994   |
|  | 7  | 1       | De verklikker                | 17 oktober 1994   |
|  | 8  | 1       | Zeep                         | 24 oktober 1994   |
|  | 9  | 1       | Rendez-vous                  | 31 oktober 1994   |
|  | 10 | 1       | Inspectie                    | 7 november 1994   |
|  | 11 | 1       | Er hangt iets in de lucht    | 14 november 1994  |
|  | 12 | 1       | Antraciet                    | 21 november 1994  |
|  | 13 | 1       | Ze zijn d'er                 | 28 november 1994  |
|  | 14 | 2       | Plunderen                    | 28 augustus 1995  |
|  | 15 | 2       | Kaki-zotheid                 | 4 september 1995  |
|  | 16 | 2       | Hanky-panky                  | 11 september 1995 |
|  | 17 | 2       | Is 't aan, of is 't af?      | 18 september 1995 |
|  | 18 | 2       | 't Geld van Gutt             | 25 september 1995 |
|  | 19 | 2       | 't Is van den Duits          | 2 oktober 1995    |
|  | 20 | 2       | Parfait d'Amour              | 9 oktober 1995    |
|  | 21 | 2       | Ze zijn d'er terug           | 16 oktober 1995   |
|  | 22 | 2       | Den trouw                    | 23 oktober 1995   |
|  | 23 | 2       | Beestjes                     | 30 oktober 1995   |
|  | 24 | 2       | De nonkel uit Holland        | 6 november 1995   |
|  | 25 | 2       | Hoera, 't is een...          | 13 november 1995  |
|  | 26 | 2       | Naar Monte Carlo             | 20 november 1995  |
|  | 27 | 3       | Top Hat                      | 2 september 1996  |
|  | 28 | 3       | Wilde staking                | 9 september 1996  |
|  | 29 | 3       | En rijden is plezant         | 16 september 1996 |
|  | 30 | 3       | Stanske                      | 23 september 1996 |
|  | 31 | 3       | Breng eens een zonnetje      | 30 september 1996 |
|  | 32 | 3       | Lola Pola                    | 7 oktober 1996    |
|  | 33 | 3       | Op logement                  | 14 oktober 1996   |
|  | 34 | 3       | Liggend geld                 | 21 oktober 1996   |
|  | 35 | 3       | Happy birthday               | 28 oktober 1996   |
|  | 36 | 3       | Geheime ziekten              | 4 november 1996   |
|  | 37 | 3       | De jubilee                   | 11 november 1996  |
|  | 38 | 3       | 't Kribbeke                  | 18 november 1996  |
|  | 39 | 3       | De Siciliaan                 | 25 november 1996  |
|  | 40 | 4       | Den tournee                  | 1 september 1997  |
|  | 41 | 4       | Château Saint-Fantasie Jozef | 8 september 1997  |
|  | 42 | 4       | Adam & Eva                   | 15 september 1997 |
|  | 43 | 4       | De gemaskerden bokser        | 22 september 1997 |
|  | 44 | 4       | Het saffierke                | 29 september 1997 |
|  | 45 | 4       | Moderne kunst                | 6 oktober 1997    |
|  | 46 | 4       | Cirano                       | 13 oktober 1997   |
|  | 47 | 4       | Concurrentie                 | 20 oktober 1997   |
|  | 48 | 4       | De Drie Musketiers           | 27 oktober 1997   |
|  | 49 | 4       | De vergadering               | 3 november 1997   |
|  | 50 | 4       | Dame Blanche                 | 10 november 1997  |
|  | 51 | 4       | Joske                        | 17 november 1997  |
|  | 52 | 4       | Ave Maria                    | 24 november 1997  |
|  | 53 | 5       | Den bultijn                  | 31 augustus 1998  |
|  | 54 | 5       | Babydoll                     | 7 september 1998  |
|  | 55 | 5       | Crème de banane              | 14 september 1998 |
|  | 56 | 5       | The Poor Boy Rikki Ricardo   | 21 september 1998 |
|  | 57 | 5       | Een nieuw occasie            | 28 september 1998 |
|  | 58 | 5       | Alleen op de wereld          | 5 oktober 1998    |
|  | 59 | 5       | Oud zot                      | 12 oktober 1998   |
|  | 60 | 5       | Kostas de Griek              | 19 oktober 1998   |
|  | 61 | 5       | De reislust                  | 26 oktober 1998   |
|  | 62 | 5       | De crochet                   | 2 november 1998   |
|  | 63 | 5       | 't Spel van Adele            | 9 november 1998   |
|  | 64 | 5       | Striptease                   | 16 november 1998  |
|  | 65 | 5       | Wodka                        | 23 november 1998  |

|  | #   | Seizoen | Titel                       | Datum             |
|  | --- | ------- | --------------------------- | ----------------- |
|  | 66  | 6       | De broskes                  | 11 september 1999 |
|  | 67  | 6       | Het trekbiljarke            | 18 september 1999 |
|  | 68  | 6       | Zwakke zenuwen              | 25 september 1999 |
|  | 69  | 6       | Ju-jutsi                    | 2 oktober 1999    |
|  | 70  | 6       | Myxomatose                  | 9 oktober 1999    |
|  | 71  | 6       | Sue Ling                    | 16 oktober 1999   |
|  | 72  | 6       | Atoomangst                  | 23 oktober 1999   |
|  | 73  | 6       | De Tsjing-Tjanssingers      | 30 oktober 1999   |
|  | 74  | 6       | Trouwen is houwen           | 6 november 1999   |
|  | 75  | 6       | Chinchilla's                | 13 november 1999  |
|  | 76  | 6       | Armand                      | 20 november 1999  |
|  | 77  | 6       | En hedde gij meubelen?      | 27 november 1999  |
|  | 78  | 6       | De Heilige Rita             | 4 december 1999   |
|  | 79  | 7       | Come On Let's Twist Again   | 1 september 2003  |
|  | 80  | 7       | De oliebaronnen             | 8 september 2003  |
|  | 81  | 7       | Kareltje                    | 15 september 2003 |
|  | 82  | 7       | Vicky                       | 22 september 2003 |
|  | 83  | 7       | Kadaster                    | 29 september 2003 |
|  | 84  | 7       | Blackmail                   | 6 oktober 2003    |
|  | 85  | 7       | Zie ginds komt de stoomboot | 13 oktober 2003   |
|  | 86  | 7       | Beatlemania                 | 20 oktober 2003   |
|  | 87  | 7       | De optimist                 | 27 oktober 2003   |
|  | 88  | 7       | De pil                      | 3 november 2003   |
|  | 89  | 7       | 't Is van moettes           | 10 november 2003  |
|  | 90  | 7       | De receptie                 | 17 november 2003  |
|  | 91  | 7       | Arriba España               | 24 november 2003  |
|  | 92  | 8       | Mexico                      | 6 september 2006  |
|  | 93  | 8       | Het is ene van ons          | 13 september 2006 |
|  | 94  | 8       | Sanering                    | 20 september 2006 |
|  | 95  | 8       | Straffe currie              | 27 september 2006 |
|  | 96  | 8       | Mister X                    | 4 oktober 2006    |
|  | 97  | 8       | Tram 1                      | 11 oktober 2006   |
|  | 98  | 8       | Het leven kan schoon zijn   | 18 oktober 2006   |
|  | 99  | 8       | In trance                   | 25 oktober 2006   |
|  | 100 | 8       | Den Chesterfield            | 1 november 2006   |
|  | 101 | 8       | Vermageren                  | 8 november 2006   |
|  | 102 | 8       | De Kakakuleke's             | 15 november 2006  |
|  | 103 | 8       | Met vrouwen niks dan last   | 22 november 2006  |
|  | 104 | 8       | Rudolf                      | 29 november 2006  |
|  | 105 | 9       | Linda                       | 2 september 2007  |
|  | 106 | 9       | Red den dodo                | 9 september 2007  |
|  | 107 | 9       | Yin en Yang                 | 16 september 2007 |
|  | 108 | 9       | Aandelen                    | 23 september 2007 |
|  | 109 | 9       | De week van de soldaat      | 30 september 2007 |
|  | 110 | 9       | José                        | 7 oktober 2007    |
|  | 111 | 9       | Gas geven                   | 14 oktober 2007   |
|  | 112 | 9       | De kus                      | 21 oktober 2007   |
|  | 113 | 9       | Grote kuis                  | 28 oktober 2007   |
|  | 114 | 9       | Donnie                      | 4 november 2007   |
|  | 115 | 9       | Kaas met gaten              | 11 november 2007  |
|  | 116 | 9       | Ottorongo                   | 18 november 2007  |
|  | 117 | 9       | Advocaat Jef                | 25 november 2007  |
|  | 118 | 10      | Gepekelde pruimen           | 6 december 2009   |
|  | 119 | 10      | Goudkoorts                  | 13 december 2009  |
|  | 120 | 10      | Alice                       | 20 december 2009  |
|  | 121 | 10      | Matrassen                   | 27 december 2009  |
|  | 122 | 10      | De keizer van Gent          | 3 januari 2010    |
|  | 123 | 10      | Rode rakkers                | 10 januari 2010   |
|  | 124 | 10      | Den Hollandse cowboy        | 17 januari 2010   |
|  | 125 | 10      | Nierstenen                  | 24 januari 2010   |
|  | 126 | 10      | De komiek van De Lichttoren | 31 januari 2010   |
|  | 127 | 10      | De pruimenboom              | 7 februari 2010   |
|  | 128 | 10      | Manolo                      | 14 februari 2010  |
|  | 129 | 10      | Taxi                        | 21 februari 2010  |
|  | 130 | 10      | The Ladies                  | 28 februari 2010  |

## Trivia
- Hoewel het eerste seizoen van de televisieserie werd gebaseerd op het toneelstuk uit 1987 en het dezelfde personages bevatte, werd gekozen voor een grotendeels nieuwe cast. Enkel Carry Goossens (Jef), Simonne Peeters (Ida) en Bob Snijers (Stavros) hernamen hun rol. De andere personages werden in het toneelstuk gespeeld door onder meer Danni Heylen (Nieke), Hugo Danckaert (Rik), Suzanne Juchtmans (Lisa) en Marijke Pinoy (Marleen). Marleen had in het toneelstuk een West-Vlaamse tongval, tegenover de Limburgse in de televisieserie.
- In 1999 werd het toneelstuk hernomen. In die editie speelden wel alle hoofdacteurs van de televisieserie mee.